# Darius Rush
Darius Jaloyd Rush (Kingstree, 22 febbraio 2000) è un giocatore di football americano statunitense che milita nel ruolo di cornerback per i Pittsburgh Steelers della National Football League (NFL).

## Carriera

### Indianapolis Colts
Al college Rush giocò a football a South Carolina. Fu scelto nel corso del quinto giro (138º assoluto) del Draft NFL 2023 dagli Indianapolis Colts. Fu svincolato il 29 agosto 2023.

### Kansas City Chiefs
Il 30 agosto 2023 Rush firmò con i Kansas City Chiefs. Fu svincolato il 16 settembre dopo di che rifirmò con la squadra di allenamento.

### Pittsburgh Steelers
Il 18 ottobre 2023 Rush firmò con i Pittsburgh Steelers. La sua prima stagione si chiuse con 3 tackle in 3 presenze, nessuna delle quali come titolare.